# リステリン

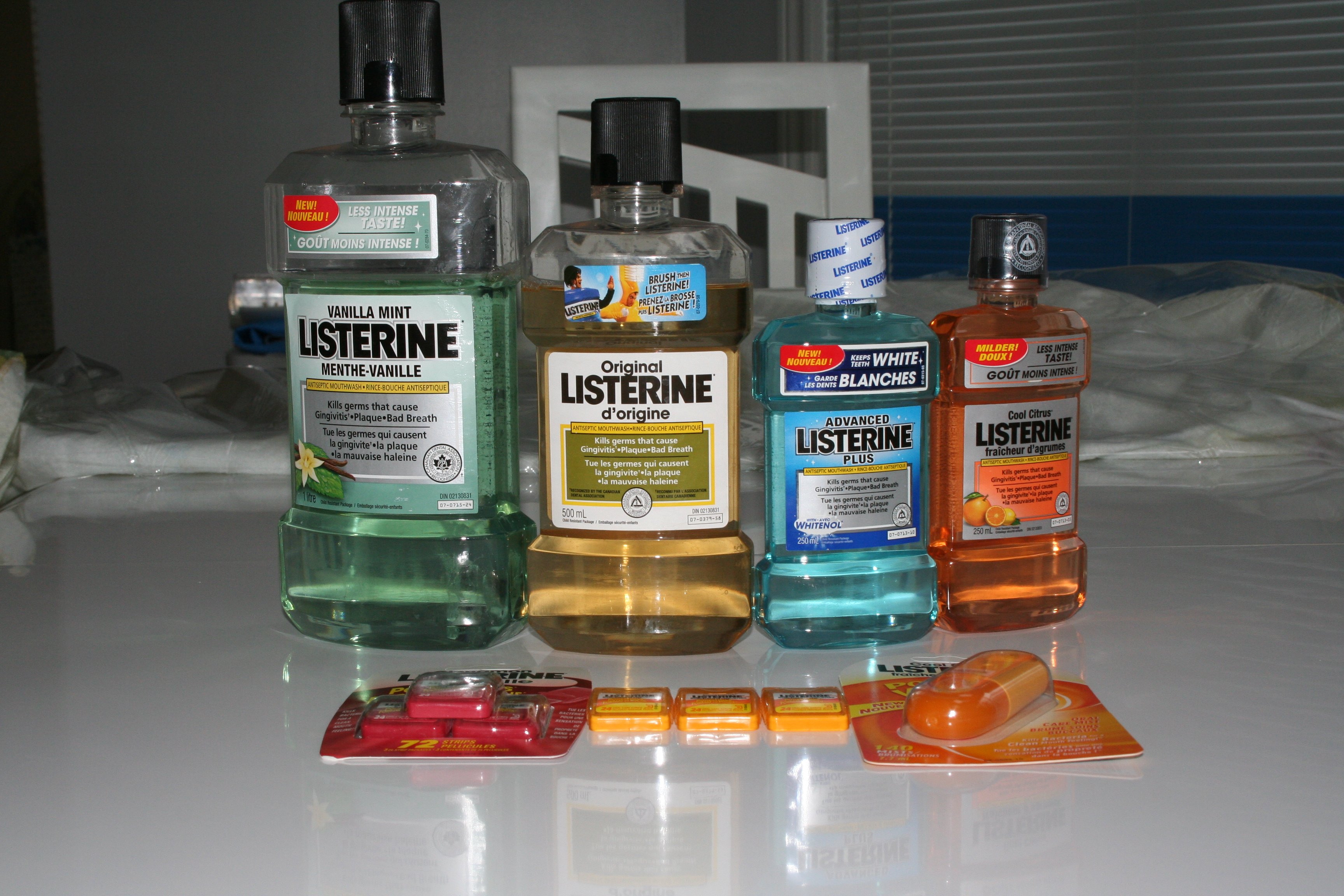
「LISTERINE」を冠した製品群

リステリン（英語: LISTERINE）とは、洗口液のブランドである。
数ある洗口液のなかで歴史の長いブランドであり、世界各国で展開されている。1,8-シネオール、チモール、サリチル酸メチル、l-メントールの4つの有効成分による殺菌作用を特徴としている。2007年以降はジョンソン・エンド・ジョンソンから発売されている。

## 概要
消毒薬としての誕生
「リステリン」は元々、消毒薬として誕生した。これは、当時の産業革命に沸いていたイギリスで、作業中の事故による大怪我が多発。治療の甲斐もなく亡くなる人が多かった。また、手術したとしても傷口の細菌による感染で死亡するリスクも高かった。そこで、外科医のジョゼフ・リスター博士が消毒薬の研究を開始。後に画期的な消毒薬が開発される。1865年にこの消毒薬を用いた外科手術を行い、重症の患者を救った。これが契機となり、手術中の死亡率が劇的に減少された。その後、アメリカのローレンス博士と薬剤専門家のランバードがリスター博士の手法に基づき、安全性と保存性に優れた消毒薬を開発。リスター博士のもとを訪れ、博士に敬意を示し「LISTERINE」と命名することを申し出る。二人の熱意に博士も名前を許諾し、正式に「LISTERINE」として誕生。外科手術の消毒薬として用いられた。
マウスウォッシュへの転換

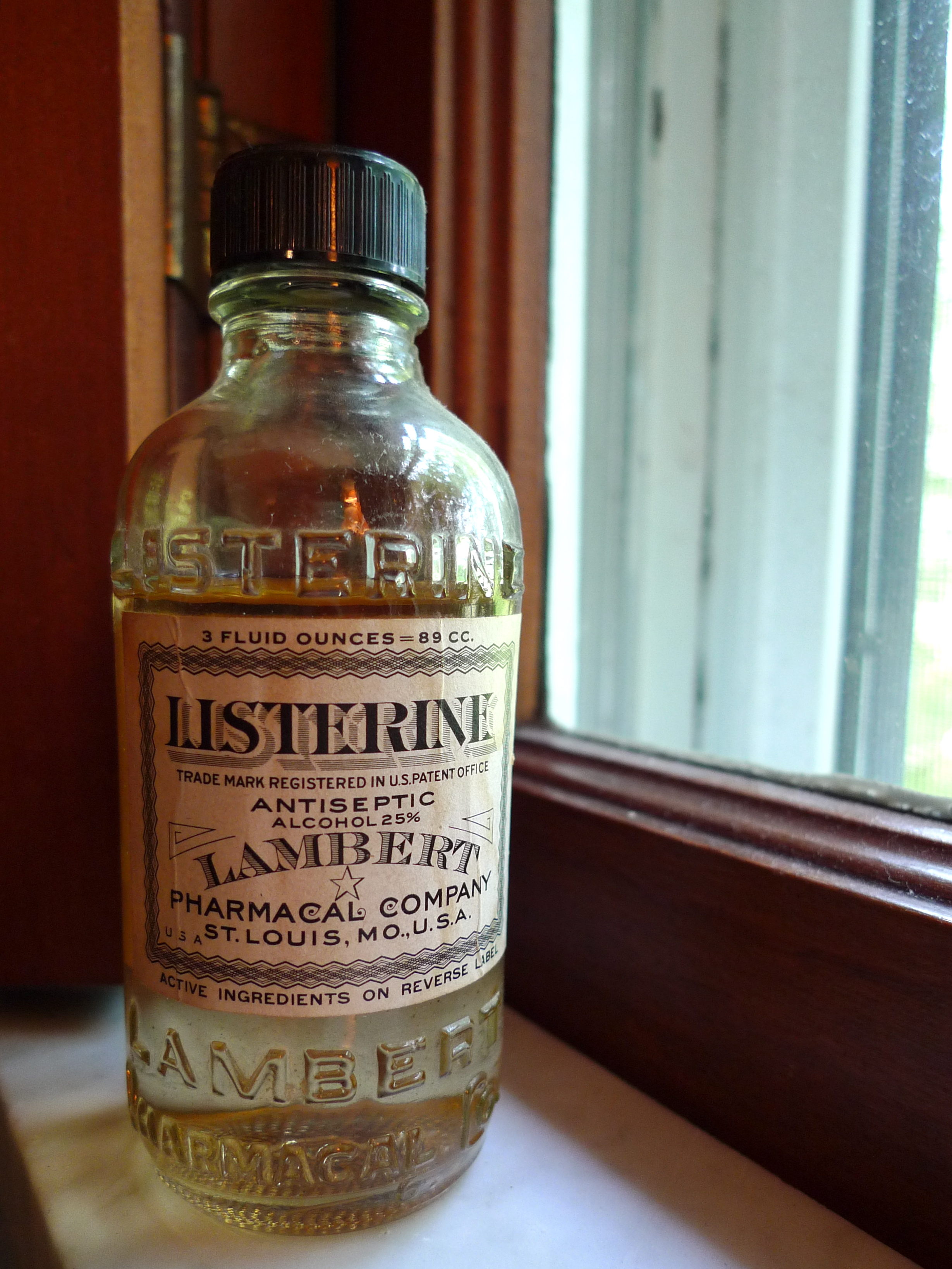
1920年ごろのリステリンのボトル。

その後、「リステリン」には、口腔内の殺菌効果があることが分かり、1895年に口腔消毒薬として歯科医院向けに発売を開始する。また、一般向けに更なる改良重ね、1914年にマウスウォッシュとしての「リステリン」の発売を開始した。

## 日本におけるリステリン
日本では、1985年にワーナー・ランバートが洗口液として静岡県でテスト販売を開始。翌年には関東地方に拡大する。1990年に医薬部外品としての承認を得て、1991年に本格的に全国発売を開始。
その後、統合によってファイザーの製品となるが、2007年8月にファイザーがジョンソン・エンド・ジョンソン社へ一般用医薬品部門とその製品群の売却を行った後は、ジョンソン・エンド・ジョンソンが自社製品として展開している。

### 歴史
- 1985年 - ワーナー・ランバートが静岡県で「リステリン」の発売を開始
- 1986年 - 販売エリアを関東地区に拡大。
- 1991年 - 医薬部外品の承認（※）を得て「薬用リステリン」の全国発売を開始。
- 1995年 - 「薬用クールミント リステリン」を発売
- 1996年 - 「薬用フレッシュミント リステリン」を発売
- 2000年7月 - 親会社の経営統合に伴い、ワーナー・ランバートはファイザー製薬の子会社となり、ワーナー・ランバート・インクに社名変更。
- 2002年3月 - ワーナー・ランバート・インクはファイザー・コンシューマー・インクに社名変更。
- 2002年 - ファイザー製薬が歯石沈着を予防できる「薬用ターターコントロール リステリン」を発売。
- 2003年8月 - ファイザー製薬とファルマシアが統合し、ファイザーに社名変更。
- 2003年9月 - マウスケアシート「薬用リステリンポケットパック クールミント」を発売。（明治製菓との独占販売権（オーラルケア売り場を除く）を結ぶ）
- 2004年7月 - マウスケアシート「薬用リステリンポケットパック」に「フレッシュミント」を追加発売
- 2004年9月 - マウスウォッシュ「薬用ナチュラルシトラスリステリン」を発売。
- 2005年9月 - マウスケアシート「薬用リステリンポケットパック」に「シトラス」を追加発売
- 2006年3月 - 「薬用ターターコントロール リステリン」を処方改良した「薬用ターターコントロール ベターケア リステリン」を発売
- 2007年3月 - 「薬用ソフトミント リステリン」を発売
- 2007年9月 - ジョンソン・エンド・ジョンソンがファイザーの「リステリン」事業を譲り受ける。
- 2009年8月 - 全商品のパッケージデザインをリニューアル。1000ml入りは背丈を低くした新ボトルに変更。クールミントに設定している携帯用の容量増量（80ml→100ml）
- 2010年8月 - 「薬用リステリン トータルケア」を発売。
- 2013年9月 - 「薬用リステリン ナチュラルケア」を発売。
- 2014年9月 - 「薬用リステリン トータルケア ゼロ」を発売。
- 2015年9月 - 「薬用リステリン トータルケア」に携帯用100mlを追加発売。
- 2017年8月 - 「薬用リステリン クールミント ゼロ」を発売。
- 2020年9月 - 「薬用リステリントータルケア歯周クリア」を発売。

（※）承認は1990年に取得。この時は「殺菌作用による口臭防止」であった。1992年には、「歯垢沈着」・「歯肉炎」予防の追加承認を得る。

### 製品ラインナップ
薬用リステリン オリジナル（500ml,1000ml）
カラメルで着色されたスーパードライテイストで上級者用。
薬用リステリン フレッシュミント（500ml,1000ml）
緑の液色のフレッシュミントフレーバー。
薬用リステリン クールミント（100ml,250ml,500ml,1000ml）
青い液色のクールミントフレーバー。
薬用リステリン ナチュラルケア（500ml,1000ml）
シリーズ初のノンアルコールタイプで、天然由来の緑茶成分（チャエキス(1)）を配合した緑茶ミントフレーバー。
薬用リステリン ターターコントロール（250ml,500ml,1000ml）
歯石の沈着を防ぐ有効成分「ジンククロライド（塩化亜鉛）」を配合した水色のクリアミントフレーバー。リニューアルに伴い「薬用ターターコントロール ベターケア リステリン」から改名。
薬用リステリン トータルケア（100ml,500ml,1000ml）
1本で歯石・歯垢の沈着予防、歯肉炎・口臭の予防、自然な白い歯にする、口中浄化の6つの効果をもつ紫色のミントフレーバー。日本において本製品は液体歯磨に分類されるが、本家アメリカではこのような区別はない。
薬用リステリン トータルケア ゼロ（500ml,1000ml）
「薬用リステリン トータルケア」のノンアルコールタイプ。ピンクのミントフレーバー。液体歯磨（日本でのみ呼称）。
薬用リステリン クールミント ゼロ （100ml,250ml,500ml,1000ml）
「薬用リステリン クールミント」のノンアルコールタイプ。薄い水色のクールミントフレーバー。
薬用リステリン ハグキケア（500ml,1000ml）
液体歯磨
薬用リステリン ムシバケア（500ml,1000ml）
液体歯磨

### CM
日本では、2000年から2001年にかけて、マイク・ベルナルドがCM出演していた。

### 社内の姉妹ブランドとの関係
「リステリン」と「プラックス(Plax)」がジョンソン・エンド・ジョンソンのブランドに加わり、同社が販売していたオーラルケアブランド「リーチ（REACH）」と姉妹ブランドとなった。「リーチ」はデンタルウォッシュとしてが販売されていたが、「歯周・口臭プロテクション（ノンアルコール）」と「口臭対策 舌クリーン」は「液体歯磨」、「歯周・口臭プロテクション」は「洗口液」である。「歯周・口臭プロテクション」と「リステリン」は配合成分が異なる。2008年8月に「リーチ」ブランドのデンタルウォッシュを生産終了して同社のマウスウォッシュブランドは「リステリン」と「プラックス(Plax)」に一本化された。